# Danh sách vườn quốc gia tại Thổ Nhĩ Kỳ
Vườn quốc gia là một trong năm loại hình khu bảo tồn tại Thổ Nhĩ Kỳ, chiếm 1% diện tích của quốc gia này. Hiện nay, tại Thổ Nhĩ Kỳ có năm loại hình khu bảo tồn là: vườn quốc gia (danh sách), công viên tự nhiên (danh sách), khu bảo tồn thiên nhiên (danh sách), khu bảo tồn động vật hoang dã (danh sách) và tượng đài tự nhiên (danh sách). Ngoài ra, Thổ Nhĩ Kỳ còn có 135 vùng đất ngập nước với diện tích 1.919.893 ha, 13 địa điểm trong số đó là vùng đất ngập nước có tầm quan trọng quốc tế theo công ước Ramsar. Một số khu Ramsar được phân loại như là một vườn quốc gia (ví dụ như Hồ Kus vừa là một khu Ramsar, đồng thời là vườn quốc gia).
| Loại                                      | Tổng số | Tổng diện tích (ha) |
| ----------------------------------------- | ------- | ------------------- |
| Vườn quốc gia (danh sách)                 | 40      | 848.119             |
| Công viên tự nhiên (danh sách)            | 189     | 89.062              |
| Khu bảo tồn thiên nhiên (danh sách)       | 31      | 63.694              |
| Khu bảo tồn động vật hoang dã (danh sách) | 80      | 1.201               |
| Tượng đài tự nhiên (danh sách)            | 109     | 5.762               |
| Tổng cộng                                 |         | 1.007.838           |

Dưới đây là danh sách 40 vườn quốc gia tại Thổ Nhĩ Kỳ.

## Danh sách
| #  | Tên                                                | Vị trí                        | Diện tích (ha) | Thành lập |
| -- | -------------------------------------------------- | ----------------------------- | -------------- | --------- |
| 1  | Vườn quốc gia Yozgat Pine Grove                    | Yozgat                        | 267            | 1958      |
| 2  | Vườn quốc gia Karatepe-Arslantaş                   | Osmaniye                      | 4.145          | 1958      |
| 3  | Vườn quốc gia Soğuksu                              | Ankara                        | 1,187          | 1959      |
| 4  | Vườn quốc gia Kuşcenneti                           | Balıkesir                     | 17.058         | 1959      |
| 5  | Vườn quốc gia Uludağ                               | Bursa                         | 13.024         | 1961      |
| 6  | Vườn quốc gia Yedigöller                           | Bolu                          | 1.623          | 1965      |
| 7  | Mũi Dilek - Vườn quốc gia Đồng bằng Büyük Menderes | Aydın                         | 27.598         | 1966      |
| 8  | Vườn quốc gia Núi Spil                             | Manisa                        | 6.867          | 1968      |
| 9  | Vườn quốc gia Núi Kızıl                            | Isparta                       | 55.106         | 1969      |
| 10 | Vườn quốc gia Núi Güllük                           | Antalya                       | 6.700          | 1970      |
| 11 | Vườn quốc gia Hồ Kovada                            | Isparta                       | 6.551          | 1970      |
| 12 | Vườn quốc gia Thung lũng Munzur                    | Tunceli                       | 42.674         | 1971      |
| 13 | Vườn quốc gia Bờ biển Beydağları                   | Antalya                       | 31.018         | 1972      |
| 14 | Vườn quốc gia Lịch sử Bán đảo Gallipoli            | Çanakkale                     | 33.439         | 1973      |
| 15 | Vườn quốc gia Köprülü Canyon                       | Antalya                       | 35.719         | 1973      |
| 16 | Vườn quốc gia Núi Ilgaz                            | Kastamonu, Çankırı            | 1.118          | 1976      |
| 17 | Vườn quốc gia Lịch sử Başkomutan                   | Afyonkarahisar, Kütahya, Uşak | 40.948         | 1981      |
| 18 | Vườn quốc gia Göreme                               | Nevşehir                      | 9.614          | 1986      |
| 19 | Vườn quốc gia Thung lũng Altındere                 | Trabzon                       | 4.468          | 1987      |
| 20 | Vườn quốc gia Boğazköy Alacahöyük                  | Çorum                         | 2.600          | 1988      |
| 21 | Vườn quốc gia Núi Nemrut                           | Adıyaman, Malatya             | 13.827         | 1988      |
| 22 | Vườn quốc gia Hồ Beyşehir                          | Konya                         | 86.855         | 1993      |
| 23 | Vườn quốc gia Kazdağı                              | Balıkesir                     | 20.935         | 1994      |
| 24 | Vườn quốc gia Hang Altınbeşik                      | Antalya                       | 1.147          | 1994      |
| 25 | Vườn quốc gia Thung lũng Hatilla                   | Artvin                        | 16.944         | 1994      |
| 26 | Vườn quốc gia Karagöl-Sahara                       | Artvin                        | 3.251          | 1994      |
| 27 | Vườn quốc gia Dãy núi Kaçkar                       | Rize, Artvin                  | 52.970         | 1994      |
| 28 | Vườn quốc gia Aladağlar                            | Niğde, Adana, Kayseri         | 55.064         | 1995      |
| 29 | Vườn quốc gia Marmaris                             | Muğla                         | 29.206         | 1996      |
| 30 | Vườn quốc gia Saklıkent                            | Muğla, Antalya                | 1.643          | 1996      |
| 31 | Vườn quốc gia Cổ đại Troya                         | Çanakkale                     | 13.517         | 1996      |
| 32 | Vườn quốc gia Núi Honaz                            | Denizli                       | 9.429          | 1998      |
| 33 | Vườn quốc gia Dãy núi Kastamonu-Bartın Küre        | Kastamonu, Bartın             | 37.753         | 2000      |
| 34 | Vườn quốc gia Dãy núi Sarıkamış-Allahuekber        | Kars, Erzurum                 | 22.519         | 2004      |
| 35 | Vườn quốc gia Núi Ararat                           | Ağrı, Iğdır                   | 88.014         | 2004      |
| 36 | Vườn quốc gia Hồ Gala                              | Edirne                        | 6.087          | 2005      |
| 37 | Vườn quốc gia Sultan Reeds                         | Kayseri                       | 24.357         | 2006      |
| 38 | Vườn quốc gia Dãy núi Tek Tek                      | Şanlıurfa                     | 19.335         | 2007      |
| 39 | Vườn quốc gia Rừng İğneada Longoz                  | Kırklareli                    | 3.155          | 2007      |
| 40 | Vườn quốc gia Lịch sử Nene Hatun                   | Erzurum                       | 387            | 2009      |